# Kunsthalle Würth

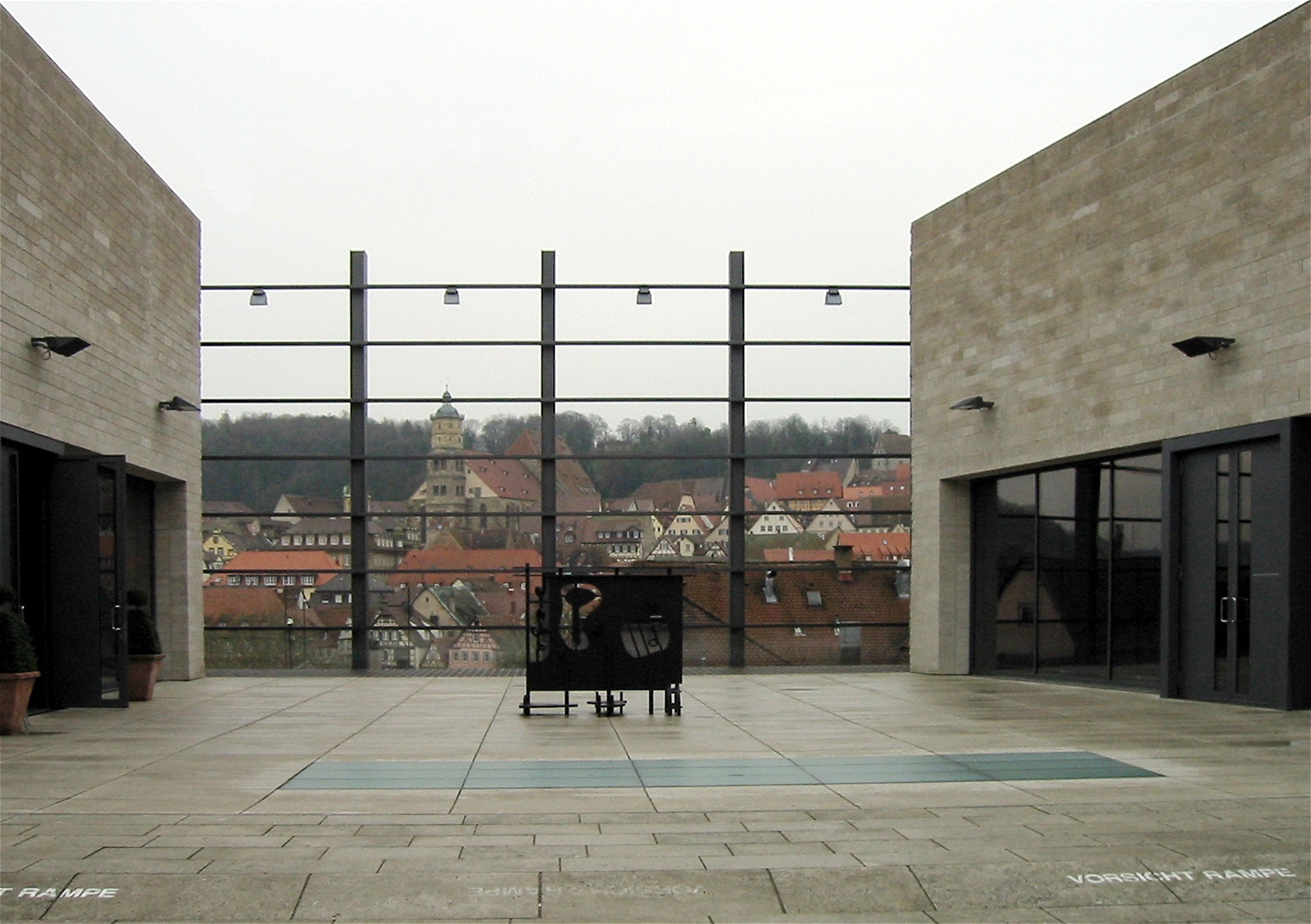
Binnenplein met uitzicht op Schwäbisch Hall

De Kunsthalle Würth is een particulier museum voor moderne kunst aan de Lange Straße 35 in Schwäbisch Hall in de Duitse deelstaat Baden-Württemberg.

## Museum
Het museum, dat in 2001 werd gesticht door de Duitse ondernemer Reinhold Würth organiseert wisseltentoonstellingen met werk uit de eigen collectie moderne en hedendaagse kunst, (de Sammlung Würth). Het museum maakt deel uit van een hele keten van musea en expositieruimtes, die in vele Europese landen door Adolf Würth GmbH & Co. KG zijn opgericht, zoals Kunstforum Würth Turnhout in Turnhout en Kunstlocatie Würth 's-Hertogenbosch in 's-Hertogenbosch.

## Het gebouw
De Kunsthalle werd, na een prijsvraag in 1997, gebouwd naar een ontwerp van de Deense architect Henning Larsen uit Kopenhagen. Het uit drie verdiepingen bestaande kubusvormige museum, werd gebouwd op een reeds bestaande ondergrondse parkeergarage op de locatie Alte Brauerei van een voormalige brouwerij. Het moderne gebouw van staal en Crailsheimer muschelkalk past in de Altstadt van Schwäbisch Hall. De bovenverdieping wordt in twee delen gescheiden door een openbaar toegankelijk plein, waar ook de entree van het museum, de museumshop en een cafetaria zijn gesitueerd. Het museum beschikt over 2650 m² tentoonstellingsruimte.